# Michael Woud
Michael Woud (Auckland, 16 de enero de 1999) es un futbolista neozelandés que juega en la demarcación de portero para el Auckland F. C. de la A-League.

## Selección nacional
Tras jugar con la selección de fútbol sub-17 de Nueva Zelanda, y la sub-20, finalmente hizo su debut con la selección absoluta el 7 de junio de 2018 en un partido amistoso contra la India que finalizó con un resultado de 1-2 a favor del combinado neozelandés tras el gol de Sunil Chhetri para el conjunto indio, y los goles de Andre de Jong y de Moses Dyer para Nueva Zelanda.

## Clubes
| Club                    | País          | Año       | Partidos | Goles |
| ----------------------- | ------------- | --------- | -------- | ----- |
| Willem II               | Países Bajos  | 2018-2020 | 5        | 0     |
| Almere City             | Países Bajos  | 2020-2022 | 53       | 0     |
| Kyoto Sanga             | Japón         | 2022-2023 | 8        | 0     |
| Ventforet Kofu (cedido) | Japón         | 2023      | 5        | 0     |
| Auckland F. C.          | Nueva Zelanda | 2024-     | 2        | 0     |